# Łęka Opatowska (gemeente)
De gemeente Łęka Opatowska is een landgemeente in het Poolse woiwodschap Groot-Polen, in powiat Kępiński.
De zetel van de gemeente is in Łęka Opatowska.
Op 30 juni 2004 telde de gemeente 5143 inwoners.

## Oppervlakte gegevens
In 2002 bedroeg de totale oppervlakte van gemeente Łęka Opatowska 77,54 km², waarvan:
- agrarisch gebied: 68%
- bossen: 25%

De gemeente beslaat 12,75% van de totale oppervlakte van de powiat.

## Demografie
Stand op 30 juni 2004:
| Omschrijving                   | Totaal | Totaal | Vrouwen | Vrouwen | Mannen | Mannen |
| ------------------------------ | ------ | ------ | ------- | ------- | ------ | ------ |
| eenheid                        | aantal | %      | aantal  | %       | aantal | %      |
| inwoners                       | 5143   | 100    | 2551    | 49,6    | 2592   | 50,4   |
| bevolkingsdichtheid (inw./km²) | 66,3   | 66,3   | 32,9    | 32,9    | 33,4   | 33,4   |

In 2002 bedroeg het gemiddelde inkomen per inwoner 1334,77 zł.

## Administratieve plaatsen (sołectwo)
Biadaszki, Kuźnica Słupska, Lipie, Łęka Opatowska, Marianka Siemieńska, Opatów, Piaski, Raków, Siemianice, Szalonka, Trzebień, Zmyślona Słupska

## Overige plaatsen
Granice, Klasak, Opatowiec, Stogniew, Wesoła.

## Aangrenzende gemeenten
Baranów, Bolesławiec, Byczyna, Trzcinica, Wieruszów